# 海門科斯基

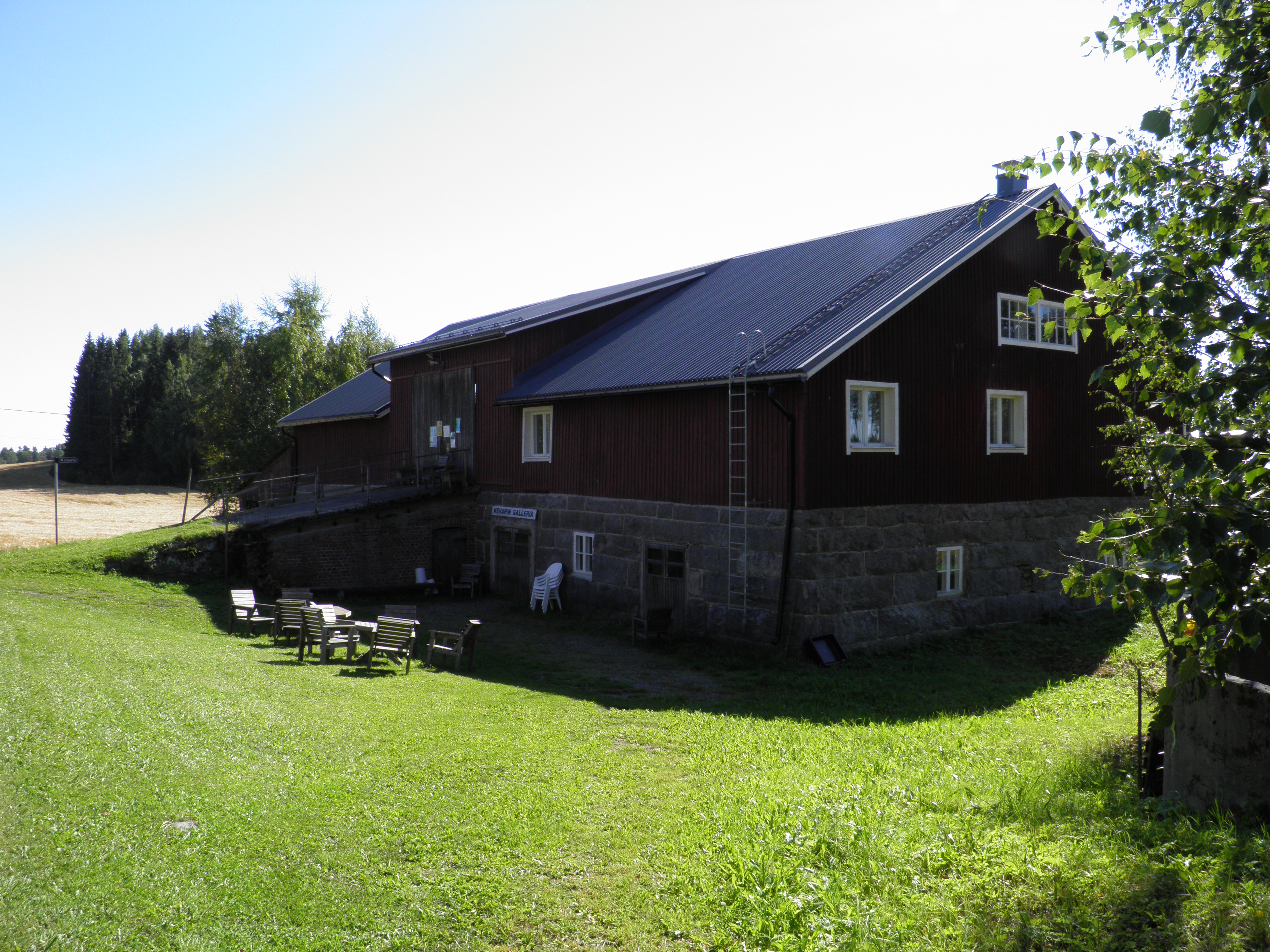
普图拉图书馆

海門科斯基（芬蘭語：Hämeenkoski）是芬蘭已废置的市鎮，位於該國南部，始建於1865年，面積195.6平方公里，2013年人口2,093，人口密度為每平方公里11.15人。
2016年1月1日该市镇并入霍洛拉市镇。